# Diecezja Geraldton
Diecezja Geraldton – diecezja Kościoła rzymskokatolickiego, wchodząca w skład metropolii Perth i obejmująca centralną część stanu Australia Zachodnia.